# Modula-3
Modula-3（モジュラ スリー）は、Pascal 系の言語である Modula-2 の上位になるオブジェクト指向言語。1980年代の後半に、DEC（現在のヒューレット・パッカード）とオリベッティによって作られた。